# Royal Regiment of Fusiliers
Il Royal Regiment of Fusiliers o RRF ("Regio Reggimento di Fucilieri" in inglese) è un reggimento di fanteria dell'esercito britannico.